# Norbert Brunner (Bischof)

Bischofswappen von Norbert Brunner

Norbert Brunner (* 21. Juni 1942 in Naters, Kanton Wallis, Schweiz) ist römisch-katholischer Geistlicher und emeritierter Bischof von Sitten. Er war von 2010 bis 2013 Präsident der Schweizer Bischofskonferenz.

## Leben
Norbert Brunner studierte Philosophie am Priesterseminar Sitten in Givisiez und Theologie an der Universität Innsbruck. Am 6. Juli 1968 empfing er die Priesterweihe. Danach studierte er Moraltheologie und Kirchenrecht an der Universität Freiburg (Schweiz). 1970 wurde er Lehrer und Präfekt am Internat Kollegium Maria Hilf in Schwyz. 1972 wechselte er in das Bistum Sitten und war von 1972 bis 1987 Bischöflicher Kanzler und Gerichtsnotar sowie Rektor der Kathedrale Unserer Lieben Frau in Sitten. Nach Tätigkeit als Diözesanökonom von 1988 bis 1991 wurde Norbert Brunner zum Generalvikar des Bischofs von Sitten bestellt.
Am 1. April 1995 ernannte ihn Papst Johannes Paul II. zum Bischof von Sitten. Die Bischofsweihe spendete ihm am 9. Juni 1995 sein Amtsvorgänger Henri Kardinal Schwery. Mitkonsekratoren waren Erzbischof Peter Zurbriggen, Apostolischer Nuntius in Mosambik, und Bischof Henri Salina CRA, Abt von Saint-Maurice. Sein Wahlspruch lautete Ad serviendam Spem nostram („Im Dienste unserer Hoffnung“).
Norbert Brunner war seit 1998 Mitglied des Präsidiums der Schweizer Bischofskonferenz (SBK). 2010 wurde er zum Präsidenten der Schweizer Bischofskonferenz gewählt; 2013 trat der St. Galler Bischof Markus Büchel seine Nachfolge an.
Am 5. Juni 2013 gab Brunner seinen Rücktritt als Bischof bekannt. Papst Franziskus zog den Amtsverzicht von Brunner „wohlwollend in Betracht“ und gab Schritte zur Ernennung eines Nachfolgers in Auftrag. Bis zur Amtsübernahme durch seinen Nachfolger blieb Brunner im Amt. Am 8. Juli 2014 nahm Papst Franziskus seinen Rücktritt an und ernannte Jean-Marie Lovey CRB zu seinem Nachfolger. Dieser wurde am 28. September 2014 in das Amt eingesetzt.

## Wirken
Nach seiner Einsetzung zum Bischof sagte Brunner, er halte die Abschaffung des Zölibats und den Einsatz von Viri probati aus «theologischen Gründen und von der Kirchenverfassung her für möglich». Im Vorfeld der Gay Pride 2001 in Sitten erklärte er dann, «unter dem Deckmantel eines legitimen Anliegens mit berechtigten Argumenten» werde hier ein «teuflisches Spiel» betrieben, und löste mit dieser Aussage ein unerwartetes Medienecho aus.
Aufsehen erregte Brunner, als er im April 2012 dem 77-jährigen Pfarrer Walter Stupf, der 17 Jahre lang die Gemeinde Eischoll betreut hatte, nicht erlaubte, seinen Lebensabend im örtlichen Pfarrhaus zu verbringen.

## Ehrungen
- 1988: Domherr der Kathedrale Unserer Lieben Frau in Sitten
- 1992: Ernennung zum Päpstlichen Ehrenprälaten durch Papst Johannes Paul II.
- 1996: Ehrenburger von Naters
- 2001: Ehrenchorherr der Abtei Saint-Maurice